# Jedanaesta zapovijed (1970.)
Jedanaesta zapovijed, hrvatski dugometražni film iz 1970. godine.